# Jason White (Musiker)

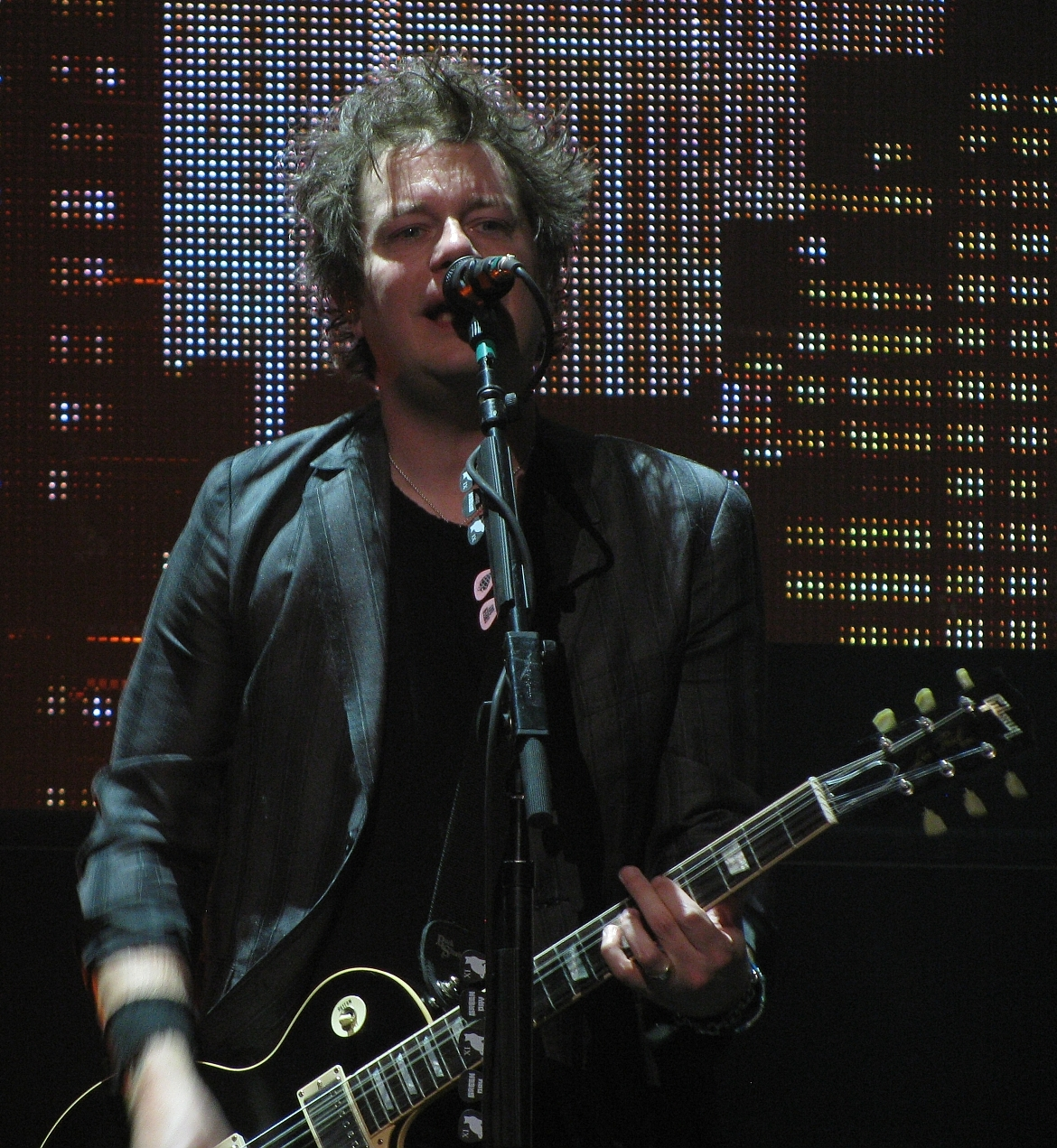
Jason White, 2009

Jason White (* 11. November 1973 in North Little Rock, Arkansas) ist ein US-amerikanischer Gitarrist, der hauptsächlich im Punk-Rock-Genre tätig ist. Seit 1999 begleitet er Green Day auf deren Tourneen und seit 2012 auch bei Studioaufnahmen. Er ist Mitinhaber des Labels Adeline Records.

## Musikalischer Werdegang
Jason White stieß 1992 zu der 1990 gegründeten amerikanischen High School Punk-Rock-Band Chino Horde. Sie war eine der Bands, die in Little Rock dazu beitrug, dort eine wichtige Punk-Rock-Szene entstehen zu lassen. Chino Horde veröffentlichte mit anderen Punk-Rock-Bands 1992 die Kompilation Towncraft. Die Band löste sich 1993 auf.
1994 stieß er zu Pinhead Gunpowder. In dieser 1990 gegründeten Punk-Rock-Band spielten auch Aaron Cometbus (Schlagzeug/Text), Bill Schneider (Bass) und Billie Joe Armstrong (Gitarre/Gesang), der auch Frontmann der 1989 gegründeten international bekannten Punk-Rock-Band Green Day ist. Jason White ist auch im  Green Day-Video zum Song When I come around zu sehen, der im Juni 1995 vom Album Dookie ausgekoppelt wurde.
Live-Auftritte von Pinhead Gunpowder waren eher selten, was sicher auch am Erfolg von Green Day lag, weshalb Billie Joe Armstrong sehr eingeschränkt war.
Das war mit ein Grund für die Gründung von The Influents als Nebenprojekt durch Jason White und Bill Schneider 1999. Willie Samuels (Schlagzeug) und Schneiders Bruder Greg (Gesang und Gitarre) vervollständigten die Band. Jason und Greg ergänzten sich von Anfang an als Songwriter und als Sänger. Auf eine bestimmte Stilrichtung konnte die Band nicht festgelegt werden. Sie spielten Folk Rock, Power Pop, Punk-Rock und Indie-Rock, dies machte sie gerade interessant. Im Sommer 2000 nahmen sie bereits ihr erstes Album Check Please auf, das im November 2000 veröffentlicht wurde (Adeline Records). Die Band erhielt sofort gute Kritiken, u. a. auch vom Rolling Stone Magazin. Nach der Veröffentlichung des Albums verließ Bill Schneider die Band, statt seiner übernahm Johnnie Wentz den Bass. Bevor sich The Influents 2003 auflösten, veröffentlichten sie noch ihr zweites Album  Some of the Young.
The Network war gleich bei ihrer Gründung in 2003 eine New Wave Band, die die Medien beschäftigte. Gab es doch viele Gerüchte, The Network sei ein Nebenprojekt von Green Day. Neben Jason White würden auch Billie Joe Armstrong, Tré Cool und Mike Dirnt zu The Network gehören, allerdings träten sie unter einem Pseudonym bei The Network auf. Sie veröffentlichten 2003 ihr erstes Album Money Money 2020 unter dem Label von Adeline Records, 2004 jedoch nochmal mit zwei Bonustracks unter Reprise Records.
Im Dezember 2007 ging Foxboro Hot Tubs erstmals über ihre MySpace-Seite mit drei Songs online. Ziemlich schnell sowohl innerhalb wie auch außerhalb der Green Day Community wurden diese Links verteilt, denn obwohl die Band eher Garage Rock spielt, erinnert der Stil leicht an Green Day, was sicherlich auch an der signifikanten Stimme von Billie Joe Armstrong liegt. Das legte natürlich die Vermutung nah, Foxboro Hot Tubs ist ein weiteres Nebenprojekt von Green Day. Erst im April bestätigte Green Day dieses Gerücht. Neben Jason White (Lead-Gitarre, Gesang) spielt Jason Freese (Keyboard, Saxophon), Michael Pritchard alias Mike Dirnt (Bass, Gesang), Frank Edwin Wright III  alias Tré Cool (Schlagzeug, Perkussion) und Billie Joe Armstrong alias Reverend Strychnine Twitch (Leadgesang). Am 8. Dezember 2007 wurde die EP Stop Drop an Roll!!! auf ihrer Website für einige Tage frei zum Download angeboten. Als Single ausgekoppelt wurden The Pedestrian und Mother Mary. Das Album Stop Drop and Roll!!! mit dreizehn Songs wurde im Mai 2008 veröffentlicht.
White war seit 1999 bei Konzerten von Green Day als zusätzlicher Gitarrist aktiv und trat seit 2005 beginnend mit dem Video zu Wake Me Up When September Ends in diversen Musikvideos der Band als Gitarrist in Erscheinung. Auf den Covern der Album-Trilogie ¡Uno!, ¡Dos! und ¡Tré! von 2012 wird er gleichberechtigt mit den drei Bandmitglieder erwähnt und sein Gesicht ziert zudem das Cover von ¡Cuatro!, einer Dokumentation über die Entstehung besagter Trilogie. Trotzdem war er nach eigener Aussage nie offizielles Bandmitglied.
Im Dezember 2014 wurde seine Erkrankung an Mandelkrebs bekannt.